# Neozephyrus sidemina
Neozephyrus sidemina är en fjärilsart som beskrevs av Kardakoff 1928. Neozephyrus sidemina ingår i släktet Neozephyrus och familjen juvelvingar. Inga underarter finns listade i Catalogue of Life.